# 断线麦穗鱼
断线麦穗（学名：Pseudorasbora interrupta）是麦穗鱼属的一种淡水鱼，栖息于中国广东潮州凤凰山的河流中。原先认为中国仅有麦穗鱼这一种麦穗鱼属鱼类，但肖智、蓝宗辉和陈湘粦2001年在凤凰山山顶天池采集到八条鱼，研究后发现是一种新的麦穗鱼。其体长在30—67 mm（1.2—2.6英寸）之间，体侧线不完整。